# Eilema celsicola
Eilema celsicola là một loài bướm đêm thuộc phân họ Arctiinae, họ Erebidae.